# Ансуорт, Джеффри
Джеффри Ансуорт (англ. Geoffrey Unsworth; 26 мая 1914, Атертон, Большой Манчестер — 28 октября 1978, Бретань, метрополия Франции) — английский кинооператор. Двукратный лауреат премии «Оскар» за лучшую операторскую работу в фильмах «Кабаре» и «Тэсс».

## Биография
Родился 26 мая 1914 года в Ланкашире, Англия. С 1932 года начал работать ассистентом оператора. Дебютировал как кинооператор на съёмках документальной короткометражки World Garden (1942). За свою карьеру снял более 80 фильмов, среди которых такие картины как: «Космическая одиссея 2001 года» режиссёра Стенли Кубрика, «Кабаре» Боба Фоса, «Убийство в „Восточном экспрессе“» Сидни Люмета, «Супермен» Ричарда Доннера и «Супермен 2» Ричарда Лестера. В 1976 году был награждён орденом Британской империи. Состоял в Британском обществе кинооператоров.
Умер 28 октября 1978 года после инфаркта на съёмках фильма «Тэсс», его работу продолжил кинооператор Гислен Клоке.

## Избранная фильмография
- 1947 — Человек внутри / The Man Within (реж. Бернард Ноулс)
- 1947 — Джесси / Jassy (реж. Бернард Ноулс)
- 1948 — Бланш Фьюри / Blanche Fury (реж. Марк Аллегре)
- 1949 — Голубая лагуна / The Blue Lagoon (реж. Фрэнк Лондер)
- 1950 — Бабочки / The Clouded Yellow (реж. Ральф Томас)
- 1950 — Двойное признание / Double Confession (реж. Кен Эннакин)
- 1954 — Банковский билет в миллион фунтов стерлингов / The Million Pound Note (реж. Роналд Ним)
- 1956 — Город, похожий на Элис / A Town Like Alice (реж. Джек Ли)
- 1956 — Жаклин / Jacqueline (реж. Рой Уорд Бейкер)
- 1958 — Гибель «Титаника» / A Night to Remember (реж. Рой Уорд Бейкер)
- 1960 — Мир Сьюзи Вонг / The World of Suzie Wong (реж. Ричард Куайн)
- 1962 — Триста спартанцев / The 300 Spartans (реж. Рудольф Мате)
- 1963 — Тамахин / Tamahine (реж. Филипп Ликок)
- 1964 — Бекет / Becket (реж. Питер Гленвиль)
- 1965 — Чингисхан / Genghis Khan (реж. Генри Левин)
- 1968 — Космическая одиссея 2001 года / 2001: A Space Odyssey (реж. Стенли Кубрик)
- 1969 — Чудотворец / The Magic Christian (реж. Джозеф МакГрэт)
- 1970 — Три сестры / Three Sisters (реж. Лоренс Оливье)
- 1970 — Кромвель / Cromwell (реж. Кен Хьюз)
- 1972 — Кабаре / Cabaret (реж. Боб Фосс)
- 1972 — Алиса в Стране Чудес / Alice’s Adventures In Wonderland (реж. Уильям Стерлинг)
- 1973 — Любовь и боль, и прочая ерунда / Love and Pain and the Whole Damn Thing (реж. Алан Пакула)
- 1974 — Зардоз / Zardoz (реж. Джон Бурман)
- 1974 — Убийство в «Восточном экспрессе» / Murder on the Orient Express (реж. Сидни Люмет)
- 1975 — Королевский блеск / Royal Flash (реж. Ричард Лестер)
- 1975 — Возвращение Розовой пантеры / The Return of the Pink Panther (реж. Блейк Эдвардс)
- 1977 — Мост слишком далеко / A Bridge Too Far (реж. Ричард Аттенборо)
- 1978 — Супермен / Superman (реж. Ричард Доннер)
- 1979 — Большое ограбление поезда / The First Great Train Robbery (реж. Майкл Крайтон)
- 1979 — Тэсс / Tess (реж. Роман Полански)
- 1980 — Супермен 2 / Superman II (реж. Ричард Лестер и Ричард Доннер (в титрах не указан))

## Награды и номинации
- Премия «Оскар» за лучшую операторскую работу
  - Номинировался в 1965 году за фильм «Бекет»[4]
  - Лауреат 1973 года за фильм «Кабаре»[5]
  - Номинировался в 1975 году за фильм «Убийство в „Восточном экспрессе“»[6]
  - Лауреат (посмертно) 1981 года совместно с Гисленом Клоке за фильм «Тэсс»[7]
- Премия BAFTA за лучшую операторскую работу
  - Номинировался в 1964 году за фильм «Тамахин»[8]
  - Лауреат 1965 года за фильм «Бекет»[9]
  - Лауреат 1969 года за фильм «Космическая одиссея 2001 года»[10]
  - Лауреат 1973 года за фильмы «Кабаре» и «Алиса в Стране Чудес»[11]
  - Номинировался в 1975 году за фильмы «Убийство в „Восточном экспрессе“» и «Зардоз»[12]
  - Лауреат 1978 года за фильм «Мост слишком далеко»[13]
  - Номинировался в 1979 году за фильм «Супермен»[14]
  - Лауреат (посмертно) 1982 года совместно с Гисленом Клоке за фильм «Тэсс»[15]